# Friedhof Ehlhalten
Der Friedhof in Ehlhalten dient seit Anfang des 19. Jahrhunderts als Begräbnisstätte des Ortes.

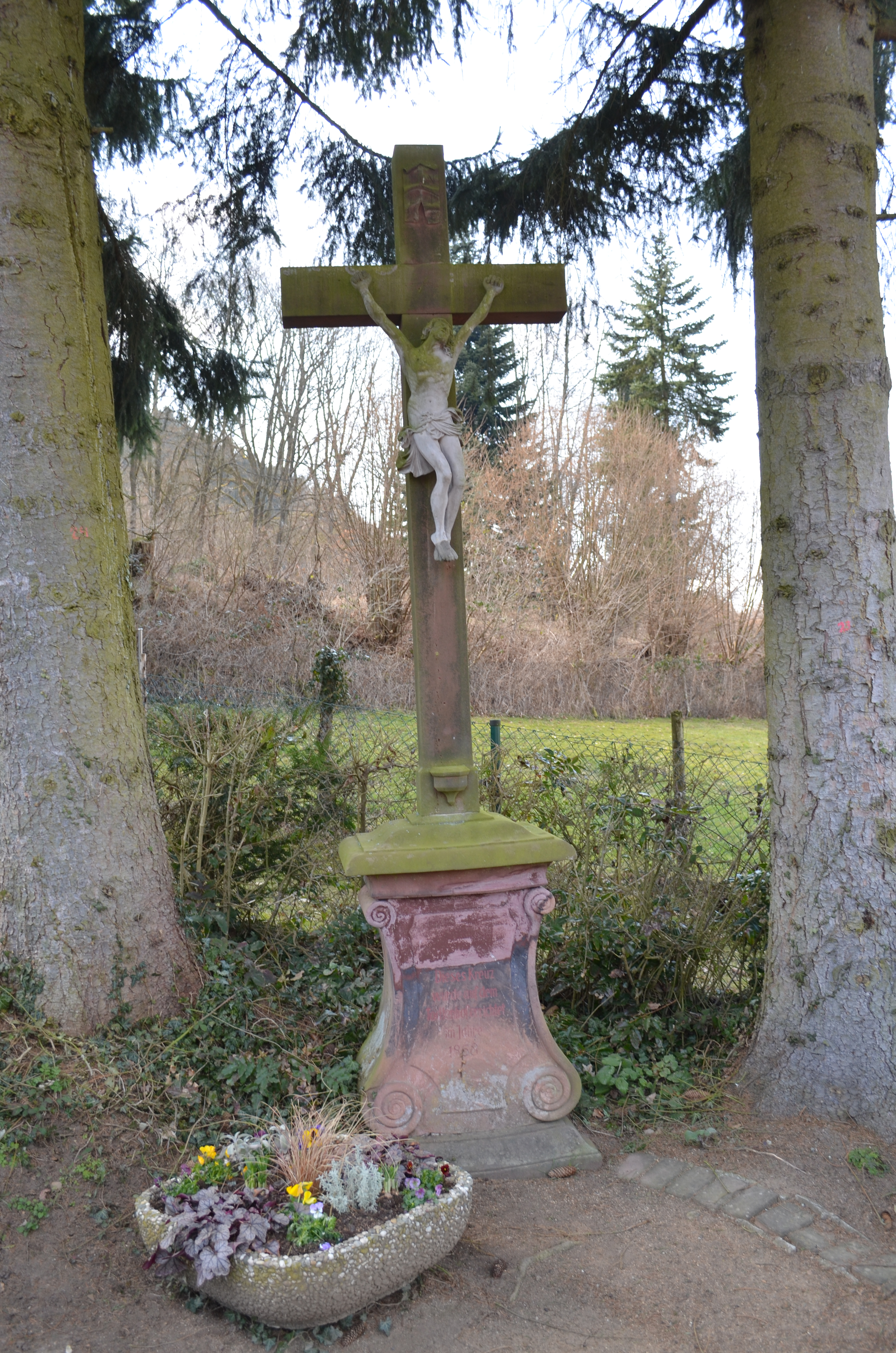
Friedhofskreuz

## Geschichte
Ursprünglich wurden die Toten des Dorfes auf dem Kirchhof der Kirche St. Michael und vor deren Bau auf den Kirchhöfen der Kirchen in Schloßborn und Fischbach bestattet. Anfang des 19. Jahrhunderts wurde der heutige Friedhof angelegt. Die Adresse des Friedhofs Vor dem Thor verweist darauf, dass es damals noch eine Dorfbefestigung mit Tor gegeben hatte. Der Friedhof wurde außerhalb dieser Befestigung angelegt. 1858 war der Friedhof zu klein geworden und wurde erweitert.

## Friedhofskreuz
Im Rahmen der Erweiterung des Friedhofs wurde 1858 das Friedhofskreuz aus Sandstein geschaffen, Die Datierung ergibt sich aus der Inschrift am barockisierenden Volutensockel. Das Kreuz hat einen einfachen Kreuzesstamm. Der Korpus ist vollplastisch, detailliert und stark expressiv gestaltet, das Leiden des Gekreuzigten in den verkrampften Gliedmaßen, dem mageren Körper, zurückgesunkenen Kopf veranschaulicht. Die Falten des Lendentuches entfalten ein dekoratives Eigenleben. Das Kreuz steht als Kulturdenkmal unter Denkmalschutz.

## Wegkreuz vor dem Friedhof

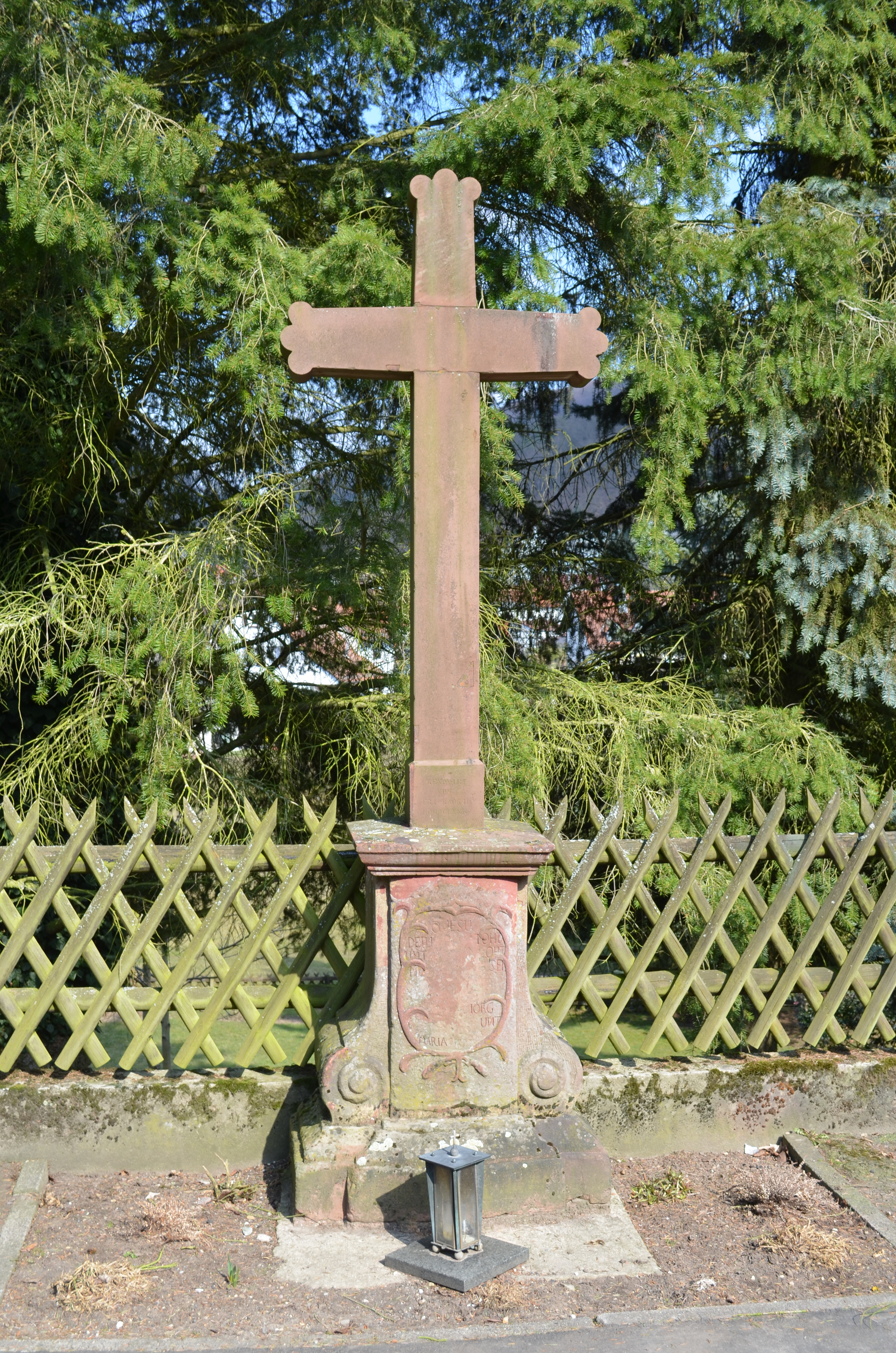
Wegkreuz vor dem Friedhof

Das Sandsteinkreuz befand sich ursprünglich in der Langgasse vor der Krone. Nach dem Zweiten Weltkrieg wurde es an die heutige Stelle versetzt. Der Barocksockel enthält Reste einer Inschrift. Der Kreuzstamm wurde vermutlich 1879 ausgewechselte, der Korpus ist verloren gegangen. Auch dieses Kreuz steht unter Denkmalschutz.

## Glocke
In die moderne Trauerhalle integriert findet sich eine kleine Glocke von 1479. Diese steht unter Denkmalschutz. Sie stammt aus der 1482 erstmals urkundlich erwähnten Kapelle von Ehlhalten und wurde dann in die Kirche St. Michael übernommen. Die Datierung der Glocke ist anhand der Inschrift möglich.

„ave maria gratia anno domini m ccc l xxix“

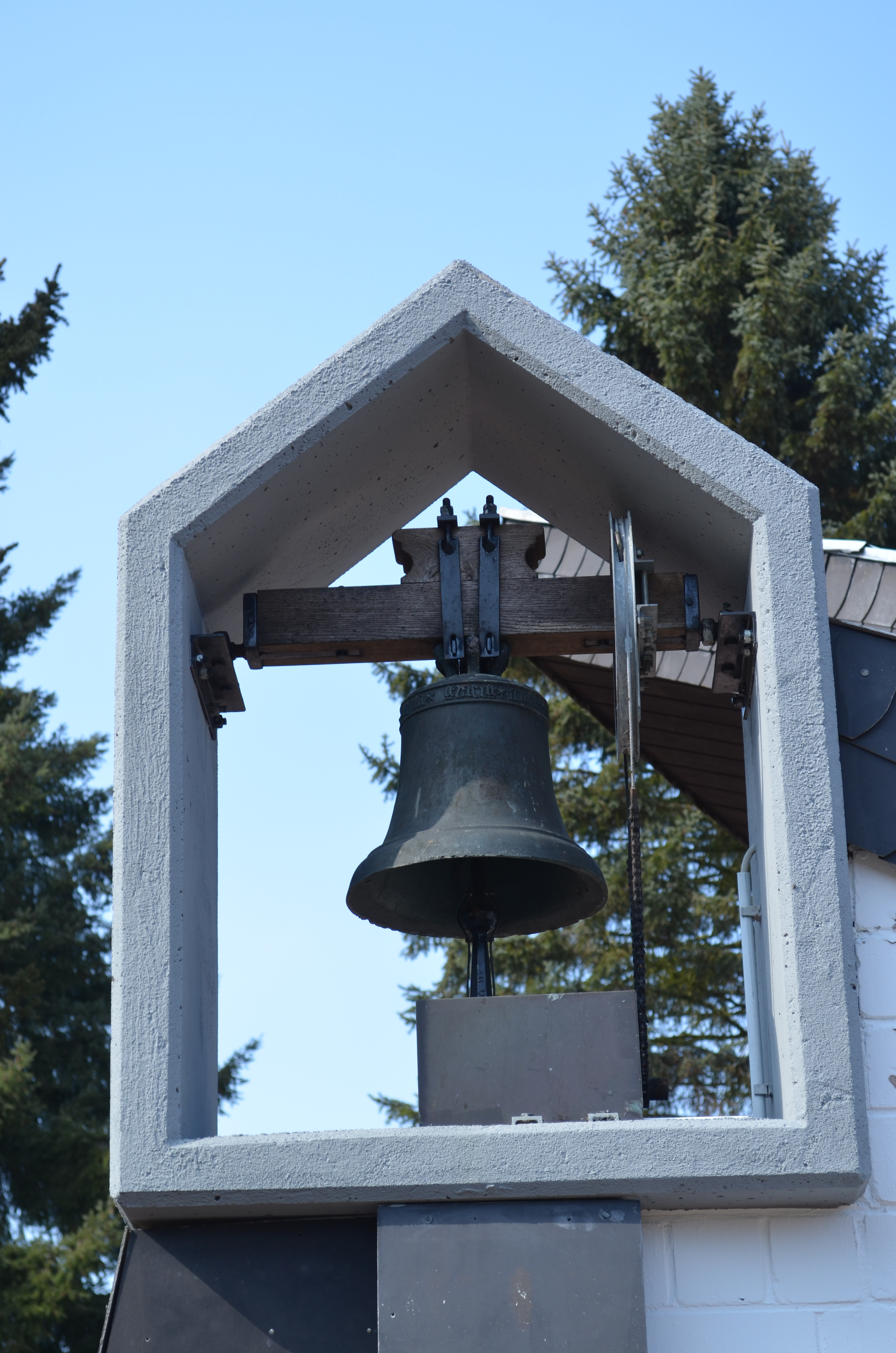
Glocke
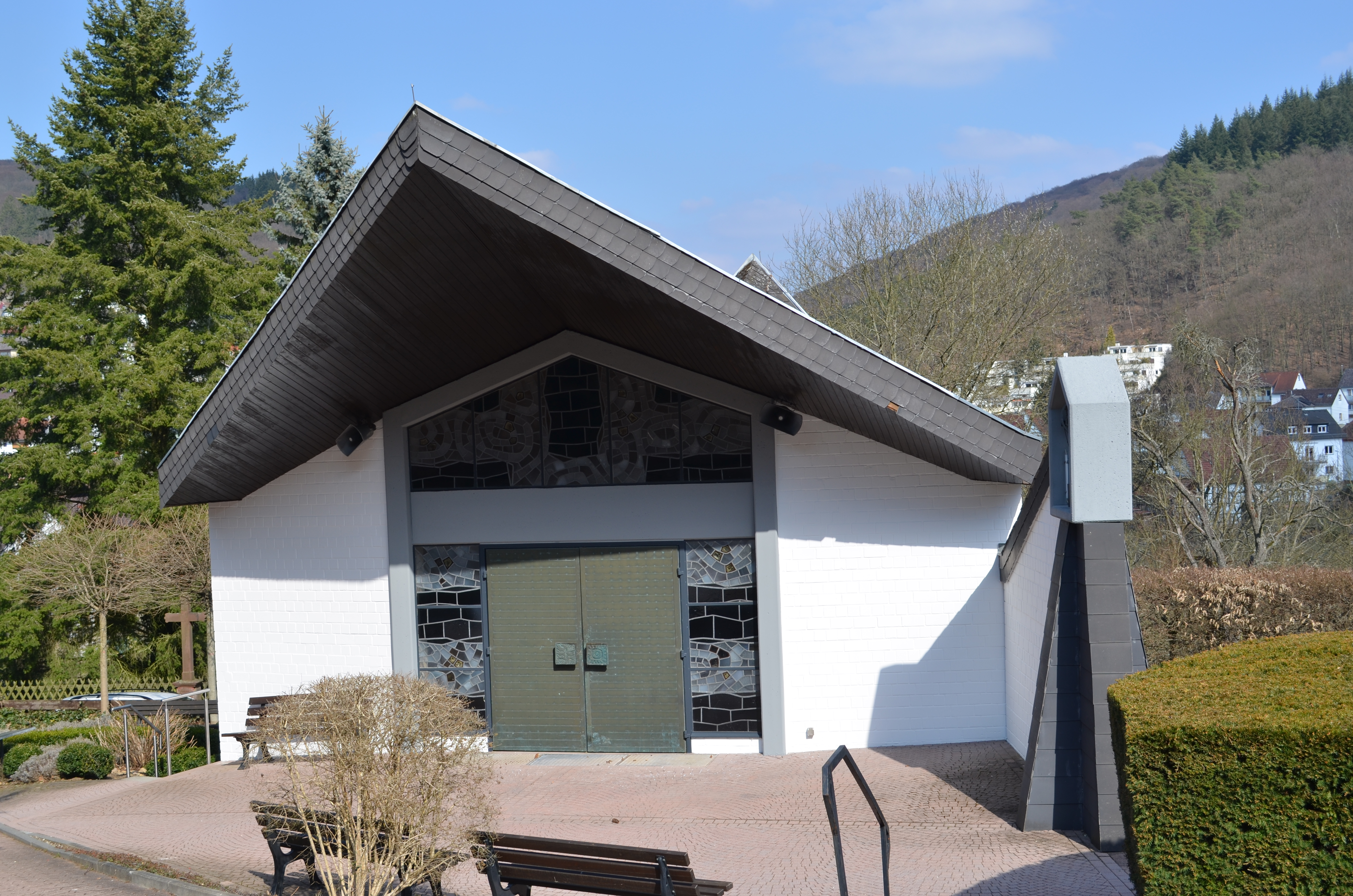
Friedhofskapelle

## Kriegerdenkmal

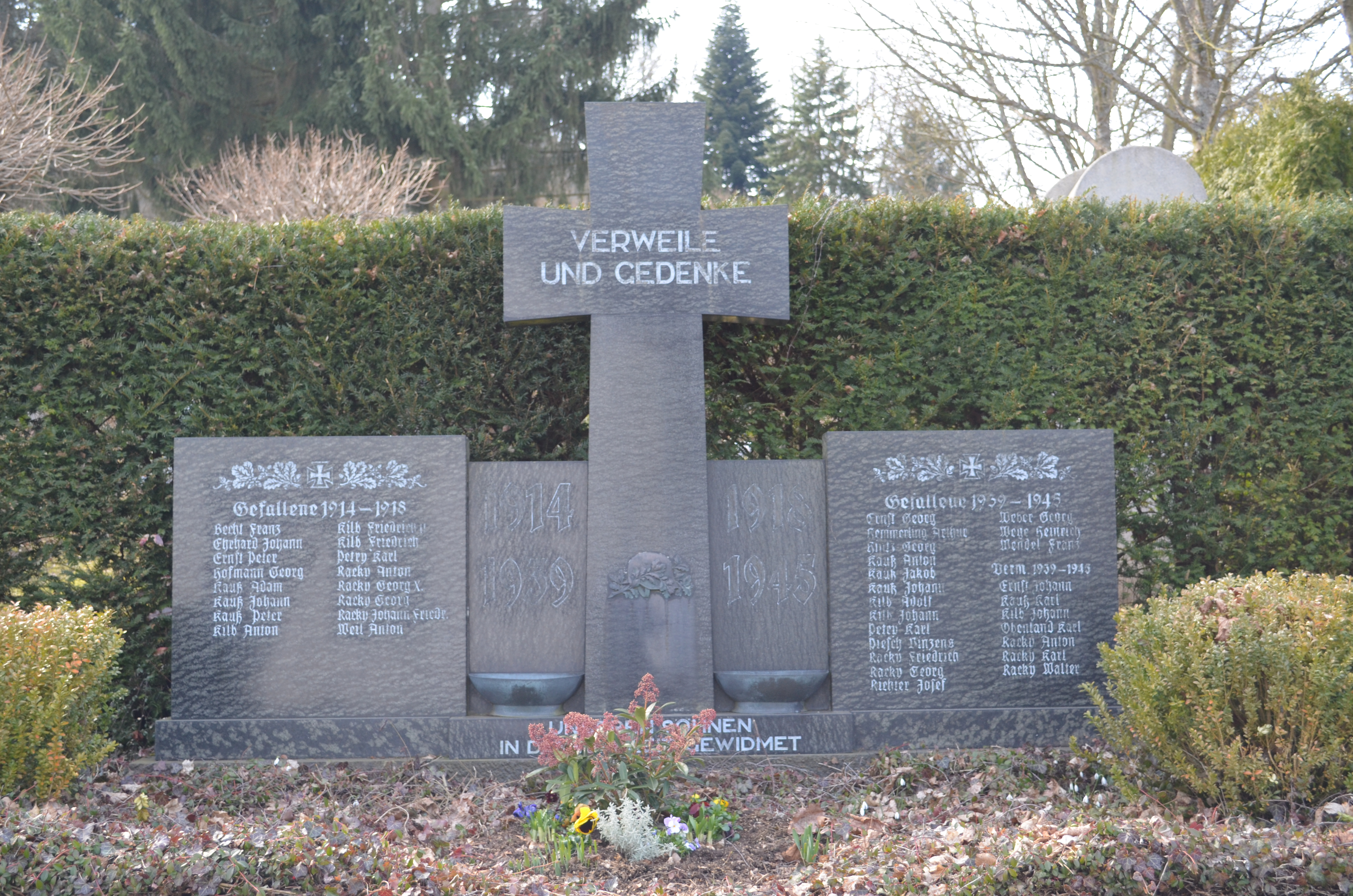
Kriegerdenkmal

Das Kriegerdenkmal besteht aus einem schlichten Kreuz mit der Inschrift „Verweile und Gedenke“ und zwei Tafeln, die die Toten des Ersten bzw. des Zweiten Weltkriegs nennen.